# Sergey-Yesenin-Klasse
Die Flusskreuzfahrtschiffe der Sergey Yesenin-Klasse, benannt nach dem russischen Lyriker Sergei Jessenin, welche auch als Projekt Q-065 bekannt wurden, sind fluss- und kanalgängige Binnenpassagiermotorschiffe mittelgroßer Bauart.

## Geschichte
Die Flusskreuzfahrtschiffsserie wurde von 1984 bis 1986 hergestellt. Die ehemalige österreichische Schiffswerft Korneuburg als Teil der Österreichischen Schiffswerften AG (ÖSWAG) baute Schiffe eigenen Entwurfs, da in der Sowjetunion entsprechende Baukultur fehlte, von MinRechFlot als Projekt Q-065 bestätigt. Mit fünf gebauten Einheiten zählt der Typ zu den erfolgreichsten und vor allem komfortabelsten (in die Kategorie „4-Sterne plus“ eingestuft) Entwürfen dieser Art. Die Namensgebung war streng auf Dichter begrenzt. Eingesetzt waren die Schiffe durch Moskwa- (Московское), Ob-Irtysch- (Обь-Иртышское) nur ein Jahr als Zwischenlandung und Lena- (Ленское) Flussreedereien (речное пароходство) in Russland vorwiegend auf Binnendiensten der Flüsse Wolga, Moskwa, Newa und Lena. Nach dem Zerfall der Sowjetunion sind die Schiffe an russische und ausländische Privatfirmen verkauft worden. Dank der luxuriöser Ausstattung dienten zwei Schiffe lange als Hotels im Zentrum von Moskau.

## Technik
Die Schiffe wurden in den 1990er Jahren komplett modernisiert und für neue Verhältnisse umgebaut, wobei die Zahl der Passagierplätze beträchtlich reduziert wurde. Die Schiffe verfügen über einen dieselelektrischen Antrieb mit drei nichtreversierbaren Viertakt-Hauptmotoren 6VD18/15AL-1 mit Abgasturbolader.

## Ausstattung
Die Schiffe waren beim Bau mit Einzel- und Doppelkabinen sowie 1-, 2- und 4-Bettenkabinen, alle mit Waschgelegenheit, versehen. Darüber hinaus stehen Bar, Restaurant und Gemeinschaftsraum zur Verfügung.

## Namen der Schiffe in der Ursprungs- und englischen Sprache
In der Liste ist der Ursprungsname des Flusskreuzfahrtschiffes angegeben, die anderen Namen stehen in Klammern in chronologischer Reihenfolge:
Flusskreuzfahrtschiffe des Projekts Q-065:
| lfd. Nr. | Ursprungsname                   | englische Namensversion         |
| -------- | ------------------------------- | ------------------------------- |
| 1        | Сергей Есенин                   | Sergey Yesenin                  |
| 2        | Александр Блок (Александр Грин) | Aleksandr Blok (Aleksandr Grin) |
| 3        | Валерий Брюсов                  | Valeriy Bryusov                 |
| 4        | Демьян Бедный                   | Demyan Bednyy                   |
| 5        | Михаил Светлов                  | Mikhail Svetlov                 |

## Übersicht
| Baujahr | Baunummer | Bild | Name            | Auftraggeber        | Reederei   | Umbenennungen und Verbleib                                                         |
| ------- | --------- | ---- | --------------- | ------------------- | ---------- | ---------------------------------------------------------------------------------- |
| 1984    | K745      |      | Sergey Yesenin  | Moskwa-Reederei     | Mosturflot | → Typschiff                                                                        |
| 1984    | K746      |      | Aleksandr Grin  | Moskwa-Reederei     | Mosturflot | → ex. Aleksandr Blok; 2012 in der Nobel-Werft in Rybinsk zum *****-Schiff umgebaut |
| 1985    | K747      |      | Valeriy Bryusov | Moskwa-Reederei     | Mosturflot | → Hotel in der Nähe vom Kreml                                                      |
| 1985    | K750      |      | Demyan Bednyy   | Lena-Reederei       | LORP       |                                                                                    |
| 1986    | K751      |      | Mikhail Svetlov | Ob-Irtysch-Reederei | Alrosa     | [ 5 ] [ 6 ]                                                                        |